# Комарик
«Кома́рик» («Ой що ж то за шум учини́вся…») — українська народна жартівлива пісня про весілля, смерть і похорон комара, відома з першої чверті XVIII століття в різних варіантах[⇨], версіях і редакціях, породжених історичними обставинами різних епох[⇨], в обробках відомих композиторів XIX століття[⇨], у виконаннях популярних артистів і музичних колективів XX століття[⇨], а також переробках і запозиченнях композиторів і літераторів XVIII—XX століть[⇨].

## Гіпотези про походження
Пісня про комара і муху існує у фольклорі різних народів. На думку Івана Франка, джерелом народної творчості послужило природне явище, відоме як «танець мух і комарів», при цьому фантазія різних народів інтерпретувала це явище по-своєму, «хоч усе антропоморфічно».
Дослідник, історик й теоретик літератури Володимир Перетц відмічав зв'язок українського народного твору з рядом пісень про тварин, комах і птахів і припускав, що вірш склався з таких елементів як «пародії, народні пісні і польська кантичка». 

## Історія

### XVIII—XIX століття

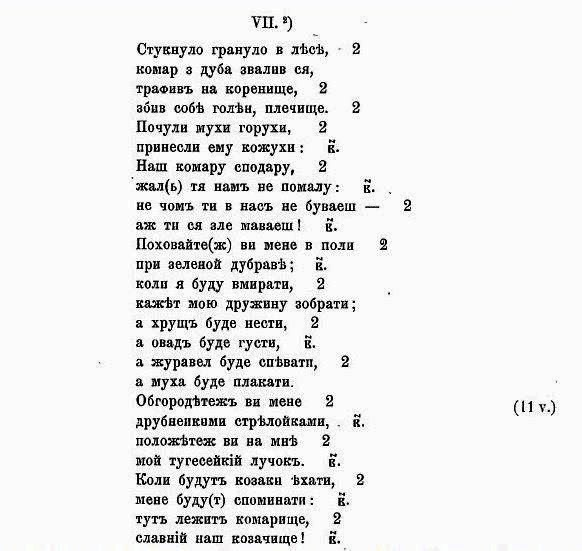
Запис Л. Ягольницького 1719 року, опублікований М. Грушевським (1897)

#### Перші рукописні варіанти, публікації і дослідження
В Україні жартівлива народна пісня про комара, який «на мусі оженився», а потім впав з дуба, розбився і був урочисто похований, відома у багатьох варіантів. З другої чверті XIX століття варіанти тексту друкувалися  в граматиках української мови, публікувалися в збірках етнографічних і фольклорних матеріалів, були предметом наукових досліджень, друкувалися також нотні видання пісні в обробках відомих композиторів. Тексти, записані збирачами народного фольклору і дослідниками XVIII—XIX століть у різних регіонах України, розрізняються об'ємом, мірою повноти і подробиці розробки теми і редакціями. Частина версій збереглася лише в обривках.
Згідно з вказівками дослідників, перша письмова фіксація тексту виявлена в рукописній збірці Леонтія Ягольницького 1719 року й опублікована Михайлом Грушевським в «Записках наукового товариства Шевченка» 1897 року. 
У праці «Студії над українськими народніми піснями» (1910—1912) Іван Франко припускає, що схема сюжету прийшла в Україну із Західної Європи; на ґрунті загальної сюжетної канви у східній і західній частинах України виникли варіанти пісні, що розвивають різні сюжетні лінії. Ці варіанти, які у термінології епохи Франко означає як «український» і «галицький», своєю чергою мають різні редакції.
Українські варіанти відрізняються більшою стислістю і зверненням передусім до історії стосунків між комаром і мухою (сватання, одруження, спільне життя, смерть). Галицькі варіанти детальніше розвивають лінію катастрофи (падіння комара з дуба, поява мухи, яка жалує його, поховання) — на думку Франка, вони є «аллегоричний малюнок долі бурлаки, над яким хоч при смерті милосердиться чутлива жіноча душа». 

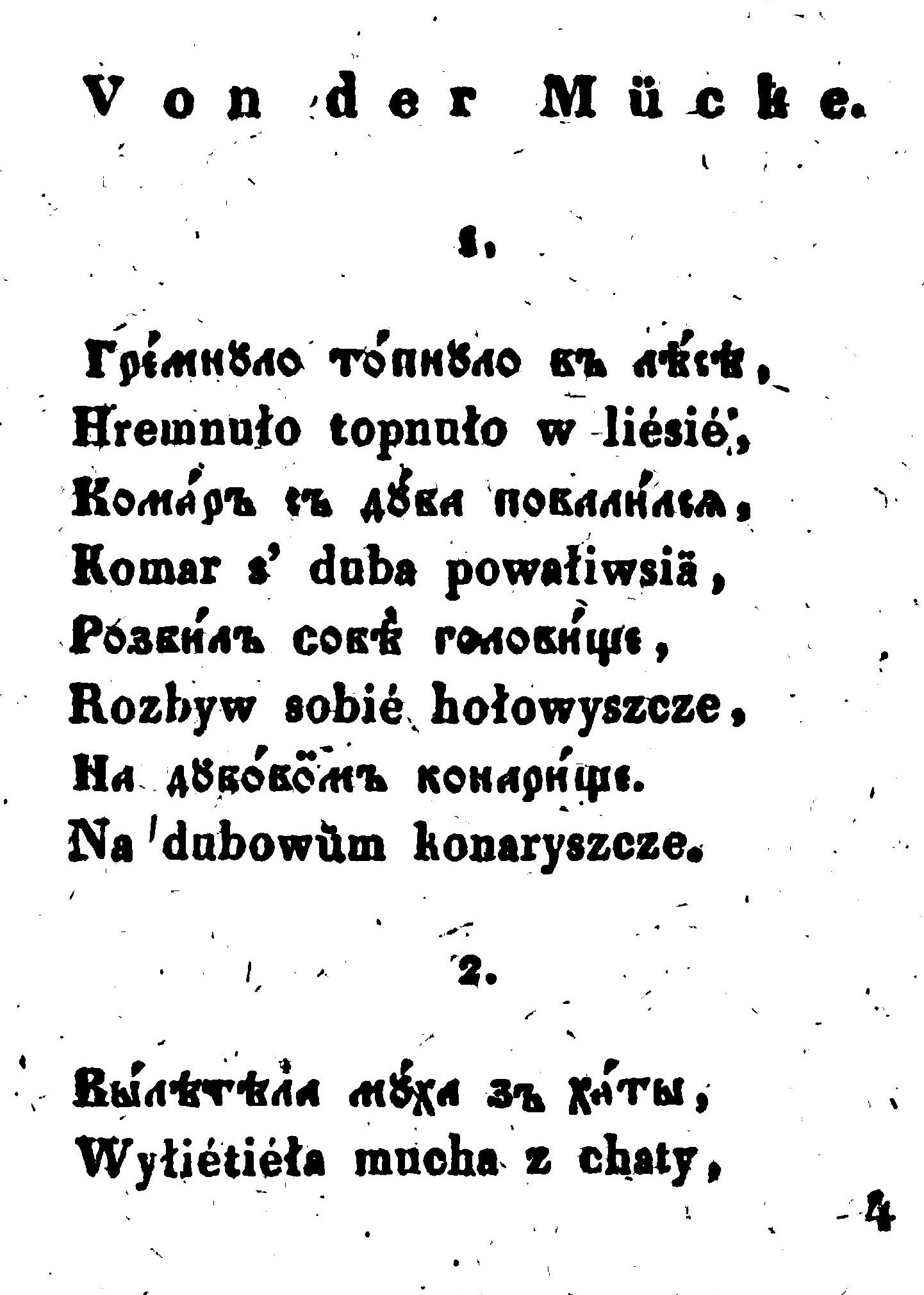
Перші строфи пісні у «Граматиці руської або малоруської мови в Галичині» Й. Левицького (1834)

Франко вказує, що рукописні галицько-руські варіанти датуються кінцем XVIII століть (близько 1780 року), їх відрізняє «дворацько-школярський» тип віршування, вони мають «характер не чисто народний». Найстаріший з відомих друкованих галицьких варіантів виданий у збірці польського етнографа Вацлава Залеського «Пісні польські й руські люду галицького», опублікованій під псевдонімом Wacław z Oleska 1833 року польською мовою (містить транскрибовані латиницею записи українських народних пісень, зокрема «Oj stuknuło w bujnym lisi»). Відомі також переробки пісні «галицько-руською інтелігенцією» XIX століття, що не отримали широкого поширення в народі.
Варіанти і редакції тексту містять безліч різних подробиць і деталей сюжету. Так, в одному з варіантів, опублікованих етнологом і фольклористом Павлом Чубинським в науковій збірці «Труды етнографічно-статистичній експедиції в западнорусский край» (1874) повідомляється про причини падіння комара з дуба (дізнавшись, що дружина «не вміє шити, ні білити, / Ні хороше комарика поводити», комар з горя полетів в діброву, «де взялись буйниі вітри — збуйнували», внаслідок чого він впав з дуба і убився). У іншому варіанті, надрукованому у збірці етнографа і фольклориста Платона Лукашевича «Малоросійські та червоноруські народні думи і пісні» (1836) є присутнім опис поховання комара і віддання йому почестей («Комареви труну събудували, / Дорогими сукнами окладали, / Золотыми цвяхами побивали»; до його могили йдуть «цари и паны» і запитують: «Ой що се лежить за покойникъ, / Чи царь, чи гетьманъ, чи полковникъ…» — «Се, не царь, не гетьманъ, не полковникъ, / Ни с чужой стороны чужестранець; / Ой се-жъ лежить комарище, — / Славного войска козачище!»).
Пісня в алегоричній формі оповідає про людські взаємини за допомогою образів з тваринного світу. Володимир Перетц розглядав пісню як «пародію на серйозні думи, в яких описується смерть козака і його похорон».

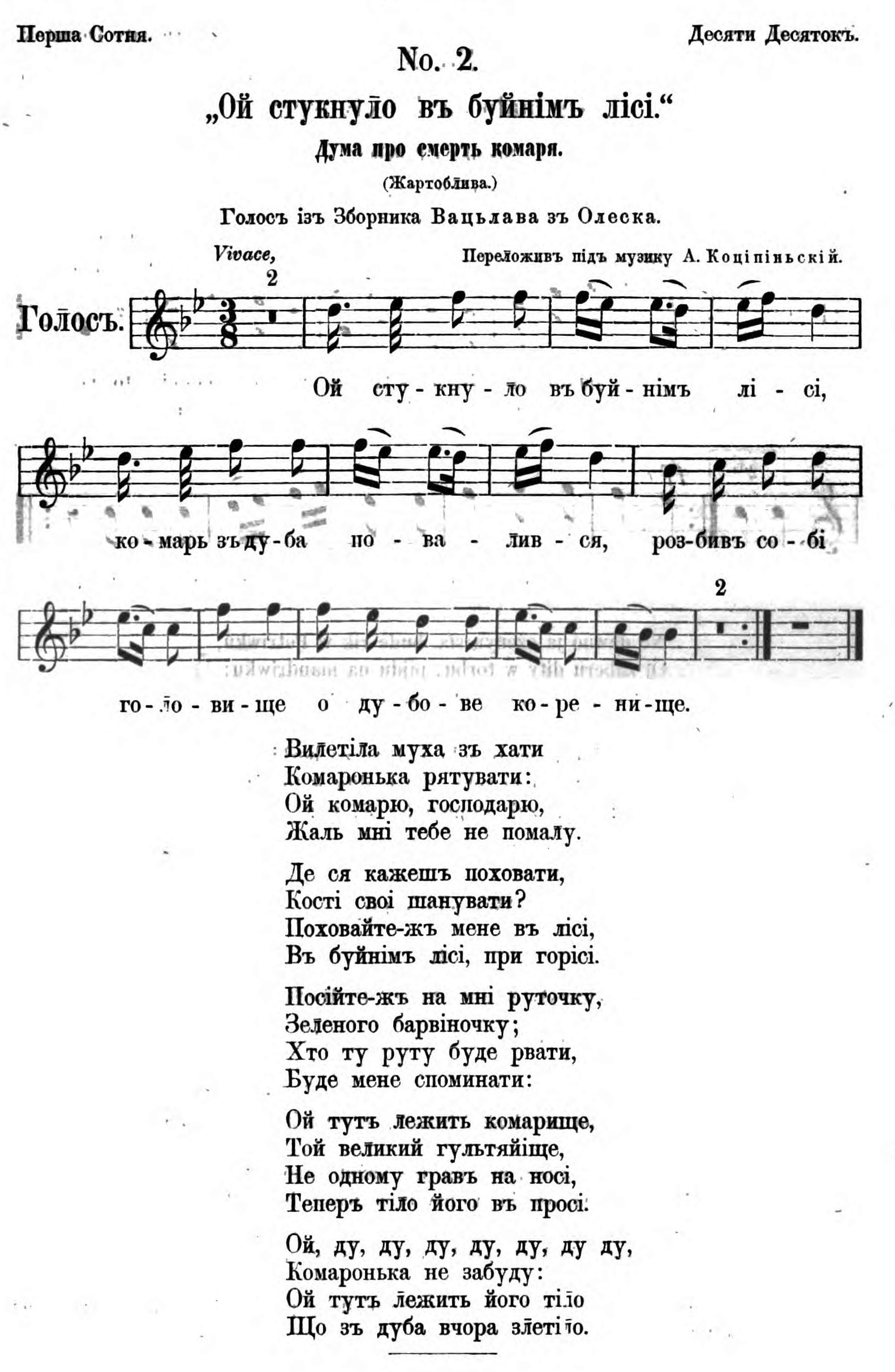
Нотний запис пісні в обробці Антона Коціпінського (1862)

#### Обробки відомих композиторів
1833 року нотний запис народної мелодії в обробці польського композитора Кароля Ліпінського опублікований у збірці Вацлава Залеського «Пісні польські й руські люду галицького» (№ 206; для голосу і фортепіано).
1862 року пісня в обробці українського і польського композитора і етнографа Антона Коціпінського видана у збірці «Пісні, думки і шумки руського народу на Поділлі, Україні і в Малоросії»  польською та руською мовами, під назвою «Ой стукнуло въ буйнімъ лісі»: Дума про смерть комаря» (пол. «Oj stuknuło w bujnym lisi»: Duma pro smert’ komara»).
1897 року текст і ноти пісні в обробці українського композитора, збирача пісенного фольклору Миколи Лисенко увійшли до складеного ним «Збірника народних українських пісень» («Шостий десяток», № 9; для чоловічого хору) під назвою «Ой що ж то за шум учинився». 1908 року пісня з нотами була опублікована Лисенком у його «Збірці народних пісень в хоровому розкладі…» (розділ «Додаток», № 2). 1909 року пісня під тією ж назвою опублікована у складі підготовленого Андрієм Конощенко видання «Українські пісні з нотами» (вип. 3, № 10). У публікаціях вказані різні місця збору фольклорного матеріалу: Полтавщина, Херсонська і Київська губернії; варіюються текст і мелодія пісні.

### XX століття
У різні епохи пісня набувала нових редакцій і сенсів. У першій чверті XX століття відповідно до нових історичних обставин виникла нова, повстанська версія пісні з антимоскальськими і антирадянськими мотивами («Зголосився Комар до повстанців / Щоб кусати москалів-голодранців»). Пісня стала відома під назвою «Комарик». Послуговувалася популярністю під час Першої світової війни, розспівувалася в якості стройової, була «найбільш улюбленій» серед українських повстанців середини 40-х — першої половини 50-х років XX століття. 

Ілюстративна заставка до пісні в «Співанику УПА» (1950).
Художник М. Білинський

На думку дослідника Володимира Кобилянського, у повстанській версії пісні «простежується алегоричне порівняння бійця УПА з образом невеличкого комарика. В експресивній пісенній лексиці виокремлено слово-етнонім із негативною верифікацією „москаль“. Воно передає зневагу, іронію, ненависть, оскільки асоціюється з образом ворога-загарбника. <…> Повстанці ж асоціюються з „комариком“, який чинить відчайдушний опір явно переважаючому його ворогу».
Повстанська версія першої строфи пісні з нотами під назвою «Пісня про комаря» надрукована 1950 року в Німеччині у збірці «Співаник УПА», виданій у рамках проекту збереження спадщини української еміграції. Видання ілюстровано графічними роботами українського художника-емігранта Мирона Білинського. Згідно з оцінкою культурного діяча та художника Павла Лопати, ці ілюстрації «глибоко оригінальні та технічно добре виконані», «композиційно сумлінно продумані і зберігають своєрідний творчий почерк».
Інша редакція повстанській версії пісні з нотами опублікована в незалежній Україні в антології пісень національно-визвольних змагань, складеній Євгеном Гіщинським.

## Варіанти тексту
| XVIII століття Стукнуло, грануло в лѣсѣ, Комар з дуба звалив ся; Трафивъ на коренище, Збив собѣ голѣн, плечище. Почули мухи-горухи, Принесли єму кожухи: «Наш комару, сподару, Жал(ь) тя намъ не помалу: Не чомъ ти в насъ не буваєш? Аж ти ся зле маваєш!» «Поховайте(ж) ви мене в поли При зеленой дубравѣ; Коли я буду вмирати, Кажѣт мою дружину зобрати; А хрущъ буде нести, А овадъ буде густи, А журавел буде спѣвати, А муха буде плакати. Обгородѣтежъ ви мене Друбненкими стрѣлойками, Положѣтеж ви на мнѣ Мой тугесейкій лучокъ». Коли будутъ козаки ѣхати, Мене буду(т) споминати: „Туть лежит комарище, Славній наш козачище!“». (рос. дореф.)(ст. укр.) | XIX століття Ой що ж то за шум учинився, Що комарик та й на мусі оженився! Та взяв собі жінку невеличку, Що не вміє шити-прясти чоловічку. Що не вміє шити-прясти, ні варити. Що не вміє з комариком добре жити. Полетів же комар у садочок, Та й сів наш комарик на дубочок. Ой сів же комар на дубочку, Звісив свої ніженьки по листочку. Де взялася шура-бура, Вона ж того комарика з дуба здула. Ой упав же комар на помості, Потрощив, поломив ребра й кості. Прилетіла його муха жалкувати: «Ой де ж тебе, комарику, поховати?» «Поховай ти мене в полі, мила, Та й насип мені, мила, могилу! Туди будуть наші хлопці збиратись, З комаревої могили чудуватись: „Ой що ж то лежить за покойник? Ой чи цар, чи гетьман, чи полковник?“ „І не цар, не гетьман, не полковник, А то ж мухи-зеленухи полюбовник!“» | XX століття Ой що ж то за шум учинився? Що Комарик до повстанців зголосився. Зголосився Комар до повстанців. Щоб кусати москалів-голодранців. Щоб кусати москалів, ще й німоту. Щоб не було на Вкраїні голоти. Примістився Комар на дубочку. Закріпив скоростріл на листочку. Та зірвалася на раз шура-бура. Вона того Комарика з дуба здула. І упав наш Комар на помості. Поламав москалям ребра й кості. Поховали москалів не по-людськи, Видно руки, видно ноги, видно пупці. Поховали москаля як собаку, Видно руки, видно ноги, видно сраку. Поховали москаля край дороги, Видно руки, видно ноги, видно роги. Поховали москаля у куфайці, Видно руки, видно ноги, видно пальці. |

## Відомі виконання

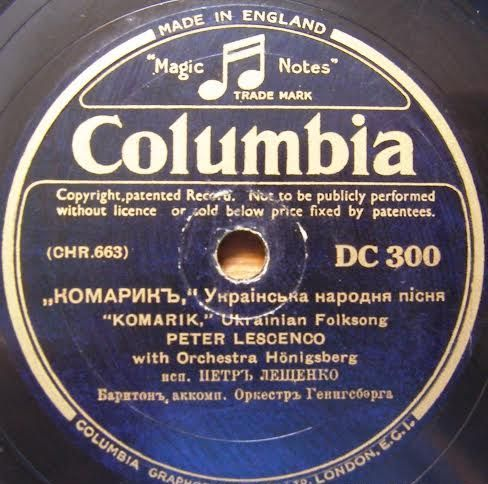
Етикетка з пластинки Петра Лещенка з записом «Комарика». Columbia Graphophone. 1936—1937

Пісню виконувало багато співаків та музичних колективів. Серед них:
- Хори під керівництвом П. М. Бігдаш-Бігдашева[51]
- Петро Лещенко[44]
- Квітка Цісик[52]

## Вплив і запозичення

### XVIII—XIX століття
Пісня про комара поширювалася також у «великороських» рукописних і друкованих пісенних збірках другої половини XVIII — XIX століття. За вказівкою Перетца, про походження тексту з українського (у термінології епохи, «малоруського») джерела свідчать збережені переписувачем «малорусізми» (відсутній в російській мові кличний відмінок: «комару»; «якъ»; «поховати»; «казацы» та ін.).

### XX століття
1918 року пролетарський поет Дем'ян Бєдний написав вірш «Проводи» («Як рідна мене мати проводжала, / Тут і уся моя рідня набігла…»), пізніше покладений на мелодію української пісні «Комарик». Автором музики було оголошено Дмитра Васильєва-Буглая. Згідно з вказівками дослідників, документальних підтверджень його авторства немає.
Першим виконавцем «червоноармійської пісні» став естрадний артист Борис Самойлов (Гурович). 1919 року «злободенні куплети» «Проводи» у виконанні Борисова були записані на пластинку, тисячі екземплярів якої були відправлені на фронт. Перше нотне видання з'явилося 1923 року.
1923 року російський радянський письменник з українським корінням по материнській лінії Корній Чуковський створив літературну переробку сюжету про весілля комара і мухи — віршовану дитячу казку, уперше опубліковану 1924 року з ілюстраціями Володимира Конашевича під назвою «Мухине весілля». Книга витримала п'ять видань з 1924 по 1927 рік.

Обкладинка книги К. Чуковського «Мухіна весілля» (1924).
Художник В. Конашевич

1928 року радянська цензура угледіла в казці «небажаний» політичний підтекст. Вдова Ленина Надія Крупська писала в газеті «Правда» за 1 лютого 1928 року: «Що уся ця нісенітниця означає? Який політичний сенс вона має? Якийсь явно має. Але він так дбайливо замаскований, що вгадати його досить важкувато…» На думку цензорів, Комарик — це «переодягнутий принц», Муха — «принцеса», іменини і весілля — «буржуазні свята». Було визнано непристойними також ілюстрації Конашевича, оскільки Муха стоїть занадто близько до Комарика і посміхається йому «занадто кокетливо». 
Чуковський мусив змінити назву на «Муху-Цокотуху», проте боротьба з казкою тривала декілька десятиліть. 1960 року в «Літературній газеті» було опубліковано лист в редакцію, автор якого побачив у казці прославляння «мерзотної і огидної комахи» і закликав спалити книгу. Історія радянських політико-ідеологічних гонінь на казку про весілля комара з мухою своєю чергою стала темою усного фольклору і знайшла відображення в циклі анекдотів про правителів СРСР/Росії XX—XXI століть — також з різними варіантами побудови сюжету.

### Ноти і варіанти тексту
Граматики української мови
- Grammatica slavo-ruthena : seu vetero-slavicae, et actu in mon-tibus carpathicis parvo-russicae, ceu dialecti vigentis lingvae = [Граматика слов'яно-руська: або старослов'янська і теперішня, поширена у карпатських горах, малоросійська мова, що є живим її діалектом] / ed. per Michaelem Lutskay. — Budae : Typis Reg. Universitatis Pestiensis, 1830. — P. 168.(лат.)
- Vоn der Mücke // Grammatik der Ruthenischen oder Klein Russischen Sprache in Galizien = Грамматика языка русского в Галиции = Grammatyka języka ruskiego Gramatyka w Galicyi / von Joseph Lewicki. — Przemysl, 1834. — P. 23—27. — 320 p.(нім.)(русин.)

Збірки
- Ой гремнуло в буйном лесе = Ой грымнуло въ буйномъ лѣсѣ // Народные песни Галицкой и Угорской Руси = Народныя пѣсни Галицкой и Угорской Руси, собранныя Я. Ѳ. Головацкимъ : в 3 т. / собр. Я. Ф. Головацкий ; Изд. Имп. О-ва истории и древностей российских при Моск. ун-те. — М. : В Унив. тип. (М. Катков), 1878. — Т. 2 : Обрядные песни, Небыличные; № 2. — С. 503—504. — 845 с. — (Чтения в Имп. О-ве истории и древностей российских при Моск. ун-те).(рос. дореф.)
- Этнографические материалы, собранные в Черниговской и соседних с ней губерниях = Этнографическіе матеріалы, собранные в Черниговской и сосѣдних с ней губернияхъ : в 3 т. / Б. Д. Гринченко. — Чернигов : Тип. Губерн. земства, 1899. — Т. 3 : Песни. — С. 665—667. — 772 с.(рос. дореф.)(ст. укр.)
- Грушевський М. С. Співаник з початку XVIII в. = Сьпіванник з початку XVIII в. / приладив до друку М. Грушевський // Записки Наукового товариства імені Шевченка / під ред. М. Грушевського ; Накл. Наукового т-ва ім. Шевченка. — У Львові : З Друкарні Наукового т-ва ім. Шевченка, 1897. — Т. 15, кн. 1. — С. 1(25)—48(73). — 196 с.(рос. дореф.)(ст. укр.)
- Комарь // Малороссийские и червонорусские народные думы и песни = Малороссійскія и червонорусскія народныя думы и пѣсни / П. Я. Лукашевич. — СПб. : В тип. Э. Праца и Кo, 1836. — Малороссийские песни. — С. 81—82. — 172 с.(рос. дореф.)
- Ой що ж то за шум сочинився?.. // Труды этнографическо-статистической экспедиции в Западнорусский край. Югозападный отдел : Материалы и исследования = [Труды этнографическо-статистической экспедиціи въ Западно-русскій край, снаряженной Императорскимъ русскимъ географическимъ обществомъ. Югозападный отдѣлъ] : в 7 т. / собр. П. П. Чубинский ; Имп. рус. геогр. о-во. — СПб. : Тип. Майкова, 1874. — Т. 5 : Песни любовные, семейные, бытовые и шуточные / изд. под наблюдением Н. И. Костомарова, ч. 4: Песни шуточные; № 205—207; 212. — С. 1169—1170, 1171. — 1209 с.(рос. дореф.)(ст. укр.)
- Гримнуло, тупнуло в лісі // Зоря Галицкая : письмо повременное для справъ народныхъ, политическихъ и церковныхъ, и словесности и господарства галицко-угорско- и буковиньско-руского народа / ред.  І. М. Гушалевич. — Л., 1851. — Т. 12. — С. 102—104.

Нотні видання
- Oj stuknuło w bujnym lisi // Pieśni polskie i ruskie ludu galicyjskiego = [Пісні польські й руські люду галицького] : in 2 vol. / do śpiewu i na fortepiano ułozył Karol Lipinski ; zebrał i wydał Wacław z Oleska. — Lwów : Franciszek Piller, 1833. — Vol. 2, № 206. — P. 364—365.(пол.)
- «Oj stuknuło w bujnym lisi»: Duma pro smert’ komara = «Ой стукнуло въ буйнімъ лісі»: Дума про смерть комаря : Hołos iz Zbornyka Waćława z Oleska = Голосъ із Зборника Вацьлава зъ Олеска / переложивъ під музику Антон Коціпінський // Piśni, dumki i szumki ruśkoho naroda na Podoli, Ukraini i w Małorossiji = Пісні, думки і шумки руського народу на Поділлі, Україні і в Малоросії : Persza Sotnia = Перша сотня / spysani i perełożeni pid muzyku Antoni Kocipińskim. — W Kijewi i Kąmińci : [Własnist’ Wydawcia], 1862. — Desiaty Desiatok = Десяти десятокъ, № 2. — P. 8—9. — 127 p.(пол.)(рос. дореф.)
- Ой що ж то за шум учинився = Ой що жъ то за шумъ учынывся // Збірник народних українських пісень = Збирныкъ народнихъ украинськыхъ писенъ : [у 12 вип.] / зібрав і для хору уложив М. Лисенко. — К., 1897. — Вип. 6 : Шостий десяток. — С. 17—18. — 20 с.(ст. укр.)
- Лисенко М. В. Ой що то за шум учинився // Збірка народних пісень в хоровому розкладі, пристосованих для учнів молодшого, й підстаршого віку у школах народних / упоряд. М. Лисенко. — К., [1908]. — Додаток.
  - Перевид.: Лисенко М. В. Ой що то за шум учинився // Молодощі : збірка танків та веснянок. Збірка народних пісень в хоровому розкладі / Микола Лисенко ; [передм. Т. П. Булат]. — К. : Музична Україна, 1990. — Додаток: Пісні дитячі, молодечі, веселі. — С. 127—128. — 140 с. — 10 000 екз.
- Ой що то за шум учинився // Українські пісні з нотами = Украинськи письни зъ нотамы : у трьох сотнях / зібравъ Андрій Конощенко. — О. : Вік, 1909. — Вип. 3 : Третя сотня. — С. 19. — 120 с.(ст. укр.)
- Пісня про комаря // Співаник УПА : проект зі збереження спадщини української еміграції / музика і гармонізація: О. Бобикевич, Ю. Лаврівський, О. Плешкевич ; літ. ред.: Б. Кравців та ін. ; оформл.: М. Білинський. — [Регенсбург] : Вид. Закордонних частин ОУН і Братства б<увших> вояків УПА ім. св. Юрія Переможця, 1950. — С. 117. — 162 с. — Додаток.
- Ой що ж то за шум учинився // Українські народні пісні та думи / упоряд. Д. Есипенко, М. Новиченко. — К. : Т-во «Знання» України, 1992. — С. 84. — 96 с. — 50 000 екз.
- Зголосився Комар до повстанців // За волю України : антологія пісень національно-визвольних змагань / записи, розшифрування, гармонізація, обробки, перепис нот, упорядкування, примітки, статті Є. І. Гіщинського. — 2-ге, доп.. — Луцьк : Волинська книга, 2007. — С. 204. — 390 с. — 2000 екз. — ISBN 978-966-361-152-5. [1-ше вид.: Луцьк: Волинська обласна друкарня, 2002. — 316 с.]

Матеріали і дослідження
- Pieśni ludu ruskiego w Galicji = [Пісні руського народу в Галичині] : in 2 vol. / zebrał Żegota Pauli. — Lwów : K. Jabłoński : J. Sznayder, 1840. — Vol. 2. — P. 95—96.(пол.)
- Перетц В. Н. Малорусские песни в великорусских сборниках второй половины XVIII века = Малорусскія пѣсни въ великорусcкихъ сборникахъ второй половины XVIII в. / В. Н. Перетцъ // Малорусские вирши и песни в записях XVI—XVIII вв. = Малорусскія вирши и пѣсни в записяхъ XVI—XVIII вв. : в 2 т. — СПб. : Тип. Имп. Акад. наук, 1899. — Т. 1 : I—ХIV, гл. 11. — С. 55—57. — 70 с.(рос. дореф.)(ст. укр.)
- Перетц В. Н. Малорусские песни в великорусских сборниках второй половины XVIII века = Малорусскія пѣсни въ великорусcкихъ сборникахъ второй половины XVIII в. / В. Н. Перетцъ // Историко-литературные исследования и материалы = Историко-литературныя изслѣдованія и матеріалы : в 3 т. — СПб. : Типолитогр. Ф. Вайсберга и П. Гершунина, 1900. — Т. 1 : Из истории русской песни, кн. 1 : Начало искусственной поэзии в России. Исследования о влиянии малорусской виршевой и народной поэзии на великорусскую. К истории Богогласника, гл. 13. — С. 308—313. — 425 с. — (Записки Историко-филологического факультета Императорского Санкт-Петербургского университета).(рос. дореф.)(ст. укр.)
- Франко І. Я. Студії над українськими народніми піснями / подає І. Франко // Записки Наукового товариства імені Шевченка / під ред.  М. Грушевського ; Накл. Наукового т-ва ім. Шевченка. — У Львові : З Друкарні Наукового т-ва ім. Шевченка, 1910. — Т. 95, кн. 3, XXXI. Пісні про комаря (ст. 200—230). — С. 30—53. — 246 с.(рос. дореф.)(ст. укр.)
- Франко І. Я. Студії над українськими народніми піснями : Додатки й поправки (докінченне) / подає І. Франко // Записки Наукового товариства імені Шевченка / під ред.  М. Грушевського ; Накл. Наукового т-ва ім. Шевченка. — У Львові : З Друкарні Наукового т-ва ім. Шевченка, 1912. — Т. 112, кн. 6, XXXII. Пісні про комаря (ст. 200—230). — С. 29—58. — 202 с.(рос. дореф.)(ст. укр.)

### Енциклопедичні і довідкові видання
- Пархоменко Л..Лисенко Микола Віталійович // Українська музична енциклопедія. — К. : Ін-т мистецтвознавства, фольклористики та етнології ім. М. Т. Рильського НАН України, 2011. — Т. 3. — С.  116.
- Комар // Українська мала енциклопедія : 16 кн. : у 8 т. / проф. Є. Онацький. — Накладом Адміністратури УАПЦ в Аргентині. — Буенос-Айрес, 1959. — Т. 3, кн. V : Літери К — Ком. — С. 688. — 1000 екз.
- Жайворонок В. В. Комар // Знаки української етнокультури : словник-довідник / Віталій Жайворонок ; Національна академія наук України ; Інститут мовознавства імені О. О. Потебні. — К. : Довіра, 2006. — С. 303. — 5000 екз. — ISBN 966-507-195-5.

### Статті в періодичних виданнях
- Кобилянський В. Музика в житті українських повстанців на Прикарпатті (друга половина 1940-х — початок 1950-х рр.) / Володимир Кобилянський // Галичина : всеукраїнський науковий і культурно-просвітницький краєзнавчий часопис Прикарпатського національного університету імені Василя Стефаника (Івано-Франківськ). — 2013. — Вип. 24. — С. 331—343.
- Овсянников Н. Музыкальная история «Проводов» Демьяна Бедного / Николай Овсянников // Алеф : ежеквартальный международный еврейский журнал. — 2020. — № 1097 (вересень).
- Шепель Ф. Про що пісня «Ой що ж то за шум учинився...»? / Федір Шепель // Голос України. — 2018. — 18 серпня.